# NGC 7015
NGC 7015 is een spiraalvormig sterrenstelsel in het sterrenbeeld Veulen. Het hemelobject werd op 29 september 1878 ontdekt door de Franse astronoom Édouard Jean-Marie Stephan.

## Synoniemen
- UGC 11674
- MCG 2-53-12
- ZWG 425.40
- IRAS 21032+1112
- PGC 66076